# Sera van der Vijver
Sera van der Vijver (artiestennaam: Sera Noa) (7 juli 2000) is een Nederlandse zangeres.
Van der Vijver deed in 2011 mee met het Junior Songfestival en kwam tot de finale met het nummer "Never give up". Ze schrijft ook eigen werk. Ze trad op bij Kerst met de Zandtovenaar waar ze onder andere het Ave Maria van Vladimir Vavilov  zong. In 2020 was ze de winnares van het televisieprogramma All Together Now.
Ze is een dochter van zandtovenaar Gert van der Vijver.